# Brescia Calcio 1987-1988
Questa voce raccoglie le informazioni riguardanti il Brescia Calcio nelle competizioni ufficiali della stagione 1987-1988.

## Stagione

Da destra: il nuovo numero uno bresciano Ivano Bordon saluta il collega interista Zenga prima della sfida estiva di Coppa Italia.

Nella stagione 1987-1988 il Brescia retrocesso dalla massima serie, disputa il campionato cadetto ottenendo l'ottavo posto in classifica con 39 punti. Nonostante la retrocessione arrivata nell'ultima giornata, resta sulla panchina bresciana il tecnico Bruno Giorgi. In attacco le rondinelle perdono Tullio Gritti passato al Torino, che lo scambia con l'ala Pietro Mariani, il quale realizza 8 reti, altrettante ne mette a segno in campionato il centravanti Maurizio Iorio. Viene confermato dopo il bel campionato scorso, anche il difensore brasiliano Branco. A difendere la porta dei biancoazzurri, arriva a Brescia l'ex portiere dell'Inter e della nazionale Ivano Bordon. Proprio grazie a una buona difesa le Rondinelle subiranno solo 26 reti, la terza miglior difesa al pari del Lecce secondo, riuscendo a portare avanti tra la quarta e l'ottava giornata una serie di 5 partite senza subire reti, tuttavia, nello stesso arco di tempo l'attacco metterà a segno 1 solo gol, un attacco che si rivelerà abbastanza sterile con 30 reti in tutto il campionato, in media 1 gol a partita. Il campionato è stato vinto con 51 punti dal Bologna, guidato dai bresciani Gino Corioni e Gigi Maifredi, che ritorna dopo sei anni in Serie A, con Lecce e Lazio. Il Brescia chiude il torneo senza acuti, con un deludente ottavo posto, raccogliendo 19 punti nel girone di andata e 20 nel ritorno, sempre lontano dalle zone nobili della classifica.
In Coppa Italia la squadra bresciana non va oltre la prima fase, dove prima del campionato, disputa il terzo girone di qualificazione arrivando ultimo con 5 punti nel girone, dietro a Inter e Ascoli (qualificate), al Taranto, alla Reggiana ed al Catania. Per questa stagione di Coppa Italia sono state apportate due modifiche al regolamento, relative ai gironi di qualificazione. La prima, vengono assegnati 3 punti a chi vince al termine dei 90 minuti. La seconda novità, in caso di pareggio al 90' si ricorre ai calci di rigore per stabilire a chi vanno 2 punti in classifica e a chi ne va 1 solo, a quella che perde. Nel computo delle reti segnate e subite, la cui differenza può decidere le promozioni, non sono considerati i calci di rigore.

## Divise e sponsor
Il fornitore di materiale tecnico per la stagione 1987-1988 fu Gazelle, mentre lo sponsor ufficiale fu la birra Wührer.
| Casa | Trasferta |

## Rosa
| N. |                    | Ruolo | Calciatore          |
| -- | ------------------ | ----- | ------------------- |
|    | Italia (bandiera)  | P     | Ivano Bordon        |
|    | Italia (bandiera)  | P     | Luca Marchegiani    |
|    | Italia (bandiera)  | D     | Giuseppe Argentesi  |
|    | Italia (bandiera)  | D     | Edoardo Bortolotti  |
|    | Brasile (bandiera) | D     | Branco              |
|    | Italia (bandiera)  | D     | Alessandro Chiodini |
|    | Italia (bandiera)  | D     | Luca Luzardi        |
|    | Italia (bandiera)  | D     | Mario Manzo         |
|    | Italia (bandiera)  | D     | Leonardo Occhipinti |
|    | Italia (bandiera)  | D     | Claudio Testoni     |
|    | Italia (bandiera)  | C     | Evaristo Beccalossi |

| N. |                   | Ruolo | Calciatore          |
| -- | ----------------- | ----- | ------------------- |
|    | Italia (bandiera) | C     | Stefano Bonometti   |
|    | Italia (bandiera) | C     | Eugenio Corini      |
|    | Italia (bandiera) | C     | Francesco Mileti    |
|    | Italia (bandiera) | C     | Daniele Zaffaina    |
|    | Italia (bandiera) | A     | Giuseppe De Martino |
|    | Italia (bandiera) | C     | Daniele Zoratto     |
|    | Italia (bandiera) | A     | Maurizio Iorio      |
|    | Italia (bandiera) | A     | Pietro Mariani      |
|    | Italia (bandiera) | A     | Gianpietro Piovani  |
|    | Italia (bandiera) | A     | Franco Turchetta    |

## Risultati

### Serie B

#### Girone di andata
| Catanzaro 13 settembre 1987 1ª giornata | Catanzaro         | 0 – 0 referto | Brescia | Stadio Nicola Ceravolo\| Arbitro: \| Bergamo (Livorno) \| |
| Arbitro:                                | Bergamo (Livorno) |               |         |                                                           |

| Arbitro: | Nicchi (Arezzo) |

|                         |           |          |
| Chiodini 17’ Branco 87’ | Marcatori | 63’ Pasa |

| Arbitro: | Novi (Pisa) |

|                                               |           |  |
| Valigi 32’ (rig.) Fermanelli 67’ Simonini 75’ | Marcatori |  |

| Brescia 4 ottobre 1987 4ª giornata | Brescia          | 0 – 0 referto | Bologna | Stadio Mario Rigamonti\| Arbitro: \| D'Elia (Salerno) \| |
| Arbitro:                           | D'Elia (Salerno) |               |         |                                                          |

| Barletta 11 ottobre 1987 5ª giornata | Barletta         | 0 – 0 referto | Brescia | Stadio Comunale\| Arbitro: \| Cornieti (Forlì) \| |
| Arbitro:                             | Cornieti (Forlì) |               |         |                                                   |

| Brescia 18 ottobre 1987 6ª giornata | Brescia           | 0 – 0 referto | Taranto | Stadio Mario Rigamonti\| Arbitro: \| Gava (Conegliano) \| |
| Arbitro:                            | Gava (Conegliano) |               |         |                                                           |

| Brescia 25 ottobre 1987 7ª giornata | Brescia             | 0 – 0 referto | Sambenedettese | Stadio Mario Rigamonti\| Arbitro: \| Bailo (Novi Ligure) \| |
| Arbitro:                            | Bailo (Novi Ligure) |               |                |                                                             |

| Arbitro: | Coppetelli (Tivoli) |

|  |           |             |
|  | Marcatori | 29’ Mariani |

| Arbitro: | Fabricatore (Roma) |

|             |           |              |
| Mariani 45’ | Marcatori | 30’ Lombardo |

| Lecce 15 novembre 1987 10ª giornata | Lecce              | 0 – 0 referto | Brescia | Stadio Via del Mare\| Arbitro: \| Acri (Novi Ligure) \| |
| Arbitro:                            | Acri (Novi Ligure) |               |         |                                                         |

| Arbitro: | Gava (Conegliano) |

|                            |           |  |
| Torrente 36’ Scanziani 50’ | Marcatori |  |

| Arbitro: | Guidi (Bologna) |

|                      |           |  |
| Turchetta 70’ (rig.) | Marcatori |  |

| Arbitro: | Dal Forno (Ivrea) |

|                                     |           |  |
| Turchetta 44’ (rig.) Occhipinti 79’ | Marcatori |  |

| Arbitro: | Esposito (Torre Annunziata) |

|                                           |           |                                         |
| Sorbello 5’ 54’ Montesano 62’ Boscolo 86’ | Marcatori | 57’ Argentesi 72’ Bonometti 77’ Mariani |

| Arbitro: | Felicani (Bologna) |

|                                      |           |  |
| Mariani 32’ Iorio 34’ Occhipinti 49’ | Marcatori |  |

| Arbitro: | Amendolia (Messina) |

|                  |           |  |
| El. Nicolini 42’ | Marcatori |  |

| Brescia 10 gennaio 1988 17ª giornata | Brescia           | 0 – 0 referto | Lazio | Stadio Mario Rigamonti\| Arbitro: \| Dal Forno (Ivrea) \| |
| Arbitro:                             | Dal Forno (Ivrea) |               |       |                                                           |

| Arbitro: | Coppetelli (Tivoli) |

|             |           |  |
| Dal Prà 25’ | Marcatori |  |

| Arbitro: | Acri (Novi Ligure) |

|                      |           |             |
| Turchetta 45’ (rig.) | Marcatori | 85’ Allievi |

#### Girone di ritorno
| Arbitro: | Beschin (Legnago) |

|             |           |               |
| Mariani 38’ | Marcatori | 61’ Chiarella |

| Parma 14 febbraio 1988 21ª giornata | Parma            | 0 – 0 referto | Brescia | Stadio Ennio Tardini\| Arbitro: \| Fiorenza (Siena) \| |
| Arbitro:                            | Fiorenza (Siena) |               |         |                                                        |

| Arbitro: | Fabricatore (Roma) |

|           |           |  |
| Iorio 51’ | Marcatori |  |

| Bologna 6 marzo 1988 23ª giornata | Bologna         | 0 – 0 referto | Brescia | Stadio Renato Dall'Ara\| Arbitro: \| Nicchi (Arezzo) \| |
| Arbitro:                          | Nicchi (Arezzo) |               |         |                                                         |

| Arbitro: | Guidi (Bologna) |

|  |           |              |
|  | Marcatori | 20’ Guerrini |

| Arbitro: | Esposito (Torre del Greco) |

|                 |           |           |
| De Vitis 7’ 46’ | Marcatori | 26’ Iorio |

| Arbitro: | Pucci (Firenze) |

|                         |           |                             |
| Luperto 26’ Pirozzi 87’ | Marcatori | 15’ Argentesi 89’ Turchetta |

| Arbitro: | Cornieti (Forlì) |

|                       |           |  |
| Iorio 80’ Mariani 89’ | Marcatori |  |

| Arbitro: | Di Cola (Avezzano) |

|             |           |  |
| Chiorri 43’ | Marcatori |  |

| Brescia 17 aprile 1988 29ª giornata | Brescia         | 0 – 0 referto | Lecce | Stadio Mario Rigamonti\| Arbitro: \| Nicchi (Arezzo) \| |
| Arbitro:                            | Nicchi (Arezzo) |               |       |                                                         |

| Arbitro: | Calabretta (Catanzaro) |

|             |           |  |
| Mariani 48’ | Marcatori |  |

| Messina 1º maggio 1988 31ª giornata | Messina           | 0 – 0 referto | Brescia | Stadio Giovanni Celeste\| Arbitro: \| Dal Forno (Ivrea) \| |
| Arbitro:                            | Dal Forno (Ivrea) |               |         |                                                            |

| Arbitro: | Fiorenza (Siena) |

|                     |           |  |
| Vagheggi 34’ (rig.) | Marcatori |  |

| Arbitro: | Di Cola (Avezzano) |

|                           |           |  |
| Mariani 26’ Iorio 71’ 83’ | Marcatori |  |

| Arbitro: | Bruni (Arezzo) |

|  |           |           |
|  | Marcatori | 61’ Iorio |

| Arbitro: | Baldas (Trieste) |

|                |           |            |
| Occhipinti 63’ | Marcatori | 6’ Garlini |

| Arbitro: | Nicchi (Arezzo) |

|                          |           |  |
| Piscedda 27’ Rizzolo 58’ | Marcatori |  |

| Arbitro: | Longhi (Roma) |

|                        |           |  |
| Mileti 23’ Zoratto 44’ | Marcatori |  |

| Arbitro: | Guidi (Bologna) |

|             |           |           |
| Carrara 67’ | Marcatori | 47’ Iorio |

### Coppa Italia

#### Primo turno
| Arbitro: | Dal Forno (Ivrea) |

|                       |           |  |
| D'Agostino 87’ (rig.) | Marcatori |  |

| Arbitro: | Beschin (Legnago) |

|                                                      |           |  |
| Occhipinti 54’ Piovani 57’ Branco 66’ De Martino 67’ | Marcatori |  |

| Arbitro: | D'Elia (Salerno) |

|                                             |                      |                                        |
| Chiodini 79’ Branco 87’ (rig.)              | Marcatori            | 26’ Altobelli 35’ Matteoli             |
| Branco Bonometti Mariani Piovani Beccalossi | Tiri di rigore 6 – 4 | Mandorlini Matteoli Altobelli R. Ferri |

| Arbitro: | Pezzella (Frattamaggiore) |

|                            |           |  |
| Casagrande 55’ Carillo 85’ | Marcatori |  |

| Arbitro: | Acri (Novi Ligure) |

|  |           |               |
|  | Marcatori | 48’ Mandressi |

## Statistiche

### Statistiche di squadra
| Competizione | Punti | In casa | In casa | In casa | In casa | In casa | In casa | In trasferta | In trasferta | In trasferta | In trasferta | In trasferta | In trasferta | Totale | Totale | Totale | Totale | Totale | Totale | DR |  |
| Competizione | Punti | G       | V       | N       | P       | Gf      | Gs      | G            | V            | N            | P            | Gf           | Gs           | G      | V      | N      | P      | Gf     | Gs     | DR |  |
| ------------ | ----- | ------- | ------- | ------- | ------- | ------- | ------- | ------------ | ------------ | ------------ | ------------ | ------------ | ------------ | ------ | ------ | ------ | ------ | ------ | ------ | -- |  |
| Serie B      | 39    | 19      | 9       | 9       | 1       | 21      | 6       | 19           | 2            | 8            | 9            | 9            | 20           | 38     | 11     | 17     | 10     | 30     | 26     | +4 |  |
| Coppa Italia | 5     | 3       | 1       | 1       | 1       | 6       | 3       | 2            | 0            | 0            | 2            | 3            | 0            | 5      | 1      | 1      | 3      | 6      | 6      | 0  |  |
| Totale       | 44    | 22      | 10      | 10      | 2       | 27      | 9       | 21           | 2            | 8            | 11           | 12           | 20           | 43     | 12     | 18     | 13     | 36     | 32     | +4 |  |

### Statistiche dei giocatori
| Giocatore      | Serie B  | Serie B | Serie B     | Serie B    | Coppa Italia | Coppa Italia | Coppa Italia | Coppa Italia | Totale   | Totale | Totale      | Totale     |
| Giocatore      | Presenze | Reti    | Ammonizioni | Espulsioni | Presenze     | Reti         | Ammonizioni  | Espulsioni   | Presenze | Reti   | Ammonizioni | Espulsioni |
| -------------- | -------- | ------- | ----------- | ---------- | ------------ | ------------ | ------------ | ------------ | -------- | ------ | ----------- | ---------- |
| G. Argentesi   | 32       | 2       | ?           | ?          | 5            | 0            | ?            | ?            | 37       | 2      | ?           | ?          |
| E. Beccalossi  | 24       | 0       | ?           | ?          | 5            | 0            | ?            | ?            | 29       | 0      | ?           | ?          |
| S. Bonometti   | 35       | 1       | ?           | ?          | 4            | 0            | ?            | ?            | 39       | 1      | ?           | ?          |
| I. Bordon      | 38       | -25     | ?           | ?          | 5            | -6           | ?            | ?            | 43       | -31    | ?           | ?          |
| E. Bortolotti  | 5        | 0       | ?           | ?          | 1            | 0            | ?            | ?            | 6        | 0      | ?           | ?          |
| Branco         | 24       | 1       | ?           | ?          | 4            | 2            | ?            | ?            | 28       | 3      | ?           | ?          |
| A. Chiodini    | 36       | 1       | ?           | ?          | 5            | 1            | ?            | ?            | 41       | 2      | ?           | ?          |
| E. Corini      | 13       | 0       | ?           | ?          | 0            | 0            | ?            | ?            | 13       | 0      | ?           | ?          |
| G. De Martino  | 0        | 0       | ?           | ?          | 5            | 1            | ?            | ?            | 5        | 1      | ?           | ?          |
| M. Iorio       | 31       | 8       | ?           | ?          | 1            | 0            | ?            | ?            | 32       | 8      | ?           | ?          |
| L. Luzardi     | 10       | 0       | ?           | ?          | 1            | 0            | ?            | ?            | 11       | 0      | ?           | ?          |
| M. Manzo       | 19       | 0       | ?           | ?          | 5            | 0            | ?            | ?            | 24       | 0      | ?           | ?          |
| L. Marchegiani | 1        | -1      | ?           | ?          | 0            | 0            | ?            | ?            | 1        | -1     | ?           | ?          |
| P. Mariani     | 36       | 8       | ?           | ?          | 5            | 0            | ?            | ?            | 41       | 8      | ?           | ?          |
| F. Mileti      | 25       | 1       | ?           | ?          | 2            | 0            | ?            | ?            | 27       | 1      | ?           | ?          |
| L. Occhipinti  | 30       | 3       | ?           | ?          | 4            | 1            | ?            | ?            | 34       | 4      | ?           | ?          |
| G. Piovani     | 21       | 0       | ?           | ?          | 5            | 1            | ?            | ?            | 26       | 1      | ?           | ?          |
| C. Testoni     | 35       | 0       | ?           | ?          | 0            | 0            | ?            | ?            | 35       | 0      | ?           | ?          |
| F. Turchetta   | 34       | 2       | ?           | ?          | 5            | 0            | ?            | ?            | 39       | 2      | ?           | ?          |
| D. Zaffaina    | 2        | 0       | ?           | ?          | 0            | 0            | ?            | ?            | 2        | 0      | ?           | ?          |
| D. Zoratto     | 27       | 1       | ?           | ?          | 5            | 0            | ?            | ?            | 32       | 1      | ?           | ?          |